# 三道乡
三道乡，是中华人民共和国吉林省四平市伊通满族自治县下辖的一个乡镇级行政单位。

## 行政区划
三道乡下辖以下地区：
三道村、西李村、东李村、城子村、曹家村、胜利村、七一村、瓦盆村、后瓦村、前瓦村和太安村。